# Il cantante (film)
Il cantante (Swooner Crooner) è un film del 1944 diretto da Frank Tashlin. È un cortometraggio d'animazione della serie Looney Tunes, uscito negli Stati Uniti il 6 maggio 1944. Ai premi Oscar 1945 fu candidato per l'Oscar al miglior cortometraggio d'animazione (unico corto di Porky Pig a riuscirci), perdendolo però a favore di Jerry nei guai della serie Tom & Jerry.

## Trama
Porky Pig è il supervisore della Flockheed Eggcraft Factory (parodia della Lockheed Corporation), dove decine di galline depongono uova per lo sforzo bellico. La rigida catena di montaggio si interrompe improvvisamente quando le galline vengono distratte dal canto di un bel gallo di nome Frankie (una caricatura di Frank Sinatra). Le interpretazioni di Frankie di "It Can't Be Wrong" e "As Time Goes By" fanno svenire tutte le galline. Porky, per far riprendere la produzione, fa dei provini per un nuovo cantante che faccia rinvenire le galline. Ai provini si presentano dei galli caricature di Nelson Eddy, Al Jolson, Jimmy Durante e Cab Calloway, che vengono tutti rifiutati. Quando Porky è ormai disperato, il gallo Bing Crosby si offre di aiutarlo e, cantando "When My Dream Boat Comes Home", fa rinvenire tutte le galline e deporre loro le uova. Questo provoca una competizione con Frankie, così anche lui fa deporre uova alle galline. La produzione aumenta quindi a un livello superiore a quanto Porky sia in grado di gestire. La sera, osservando le colline e montagne di uova in tutta la fattoria, Porky chiede ai due galli come abbiano fatto a ottenere quel risultato. I galli dimostrano la loro tecnica cantando a Porky, che depone una montagna di uova a sua volta.

## Distribuzione

### Edizione italiana
La prima edizione italiana del film fu distribuita direttamente in VHS nel 1986, con un doppiaggio realizzato a Milano. Dieci anni dopo fu ridoppiato dalla Angriservices Edizioni per la trasmissione televisiva, sotto la direzione di Renzo Stacchi. Non essendo stata registrata una colonna internazionale, in entrambi i casi fu sostituita la musica presente durante i dialoghi.

### Edizioni home video

#### VHS
America del Nord
- Porky Pig Cartoon Festival featuring "Nothing But the Tooth" (1986)
- Bugs & Daffy: The Wartime Cartoons (marzo 1989)
- The Golden Age of Looney Tunes Volume 9: Hooray for Hollywood (1992)

Italia
- Pallino (ottobre 1986)

#### Laserdisc
- Bugs & Daffy: The Wartime Cartoons (marzo 1989)
- The Golden Age of Looney Tunes (11 dicembre 1991)

#### DVD e Blu-ray Disc
Il corto fu pubblicato in DVD-Video in America del Nord nel secondo disco della raccolta Looney Tunes Golden Collection: Volume 3 (intitolato Hollywood Caricatures and Parodies) distribuita il 25 ottobre 2005, dove è visibile anche con un commento audio di Daniel Goldmark. Quindi fu inserito (nuovamente col commento audio) nel secondo disco della raccolta DVD Warner Bros. Home Entertainment: Collezione Oscar d'animazione, uscita in America del Nord il 12 febbraio 2008 e in Italia il 18 febbraio 2009. In America del Nord fu incluso anche come extra nell'edizione DVD del film Blues in the Night (1941), uscita il 22 luglio 2008, e (nuovamente con il commento audio) nel secondo disco della raccolta Looney Tunes Platinum Collection: Volume Three, uscita in Blu-ray Disc il 12 agosto 2014 e in DVD il 4 novembre.

## Accoglienza
Nel 2010 Il cantante fu selezionato per l'inclusione nel libro di Jerry Beck The 100 Greatest Looney Tunes Cartoons; in tale occasione il giornalista e critico musicale Will Friedwald scrisse che nel cortometraggio Tashlin "mostrò che commedia e musica sono brillantemente utilizzate per supportarsi l'un l'altra".